# 尼可拉斯·费耶拉本德
尼可拉斯·费耶拉本德（德語：Niklas Feierabend，1997年4月28日—2016年5月1日）是德国的足球运动员，效力于汉诺威96青年队。
2016年5月1日，他死于一场车祸

## 生平
费拉耶本德是一个独生子，出生于德国汉诺威 。2015年在汉诺威96的友好学校KGS Hemmingen 高中完成学业，并在学校担任社会志愿者，直到身亡。 

## 成就
- 德甲19岁以下联赛亚军：2015